# فرفیلد، نیو ساوت ولز
فرفیلد (به انگلیسی: Fairfield) یک حومه شهر در استرالیا است که در نیو ساوت ولز واقع شده‌است.